# 카슈미르들쥐
카슈미르들쥐(학명: Apodemus rusiges)는 붉은쥐의 일종이다. 인도 아대륙의 인도와 네팔, 파키스탄에서 널리 분포한다.

## 특징
작은 설치류로 꼬리 길이 91~120mm를 제외한 몸길이가 83~107mm, 발 길이는 21~24mm, 귀 길이 15~19mm이다. 등 쪽은 짙은 회색과 갈색이고, 배 쪽은 흰색과 회색이다. 발은 희끄무레하다. 꼬리 길이는 몸길이보다 길고, 꼬리 윗면은 어둡고 아랫면 밝다. 암컷은 한 쌍의 가슴과 2 쌍의 서혜부를 갖고 있다.

## 생태
굴을 파는 동물이며, 야행성 동물이다. 먹이는 식물이고, 곤충을 먹기도 한다. 봄과 여름에 번식을 하며, 암컷은 한 번에 3~9마리의 새끼를 낳는다.

## 분포 및 서식지
파키스탄 북부와 동부, 인도 잠무 카슈미르 주에 널리 분포한다. 해발 1,980~3,350m 고도의 고산지대 숲과 관목 지대, 암반 지대 초원, 아고산 관목 지대, 침엽수림에서 서식한다.

## 보전 상태
널리 분포하고 개체수가 많기 때문에 IUCN 적색 목록에서 보전 등급을 "관심대상종"으로 분류하고 있다.